# El bo, el lleig i el dolent (banda sonora)
La banda sonora de El bo, el lleig i el dolent és la sèrie de composicions musicals, obra d'Ennio Morricone publicada l'any 1966, que acompanya musicalment el Western El bo, el lleig i el dolent (The Good, the Bad and the Ugly), dirigit per Sergio Leone. L'obra es va publicar paral·lelament a l'estrena del film, i consta d'una música que es caracteritza per la inclusió del so de trets de pistola, xiulets i l'ús del iòdel. El tema principal del film evoca l'udol d'un coiot mitjançant una melodia de dues notes que és emprada pels tres protagonistes, cadascun amb el seu instrument característic (la flauta en el cas de Blondie, l'ocarina pel que fa a Angel Eyes i la veu humana en el cas de Tuco). Aquesta banda sonora és considerada per molts com una de les millors bandes sonores de la història del cinema.
Altres temes destacats de la banda sonora són la balada The Story of a Soldier (La història d'un soldat), cantada per presoners de guerra mentre Angel Eyes tortura en Tuco. El clímax de la pel·lícula, una escena de taules mexicanes (on els tres personatges estan en tensió estratègica en tant que tots tres estan en perill en el cas d'abaixar la guàrdia o fer qualsevol moviment), s'inicia amb la melodia The Ecstasy of Gold (L'èxtasi de l'or), seguida de The Triple Duel. La música té, doncs, un paper molt important en la composició del drama i l'arribada al punt àlgid del film.
El tema principal de la banda sonora va ser tot un èxit l'any 1968, apareixent a les llistes d'èxits durant més d'un any, El disc es va remasteritzar —afegint-hi 10 pistes més que a l'original— i es va tornar a publicar l'any 2004 de la mà de Capitol Records. La versió europea del disc, publicada per GDM Music l'any 2001 encara conté més música, en tant que la seva durada s'allarga fins als 59 minuts i 30 segons.